# Ricardo Chávez (futbolista)
Ricardo Chávez (Ciudad Victoria, Tamaulipas, 19 de noviembre de 1994) es un futbolista mexicano que juega como lateral derecho en el Club de futbol Monterrey de la Primera División de México.

## Trayectoria

### Tigres de la UANL
Debutó, a nivel profesional, con los Tigres de la UANL enfrentando al Puebla, el día jueves 13 de marzo de 2014. El partido corresponde a la Copa México y culminó en un empate a cero goles.

### Atlético de San Luis
Chávez se convirtió en el cuarto refuerzo del Club Atlético de San Luis para el Guard1anes 2021.
CF Monterrey
En enero de 2025 Chávez oficializó su traspaso al C. F. Monterrey Como refuerzo para la Clausura 2025.